# Microlepidium
Microlepidium é um género botânico pertencente à família Brassicaceae.